# روبرتا كلوز
روبرتا كلوز (بالبرتغالية: Roberta Close‏) هي عارضة برازيلية، ولدت في 7 ديسمبر 1964 في ريو دي جانيرو في البرازيل.

## وصلات خارجية
- روبرتا كلوز على موقع IMDb (الإنجليزية)
- روبرتا كلوز على موقع قاعدة بيانات الفيلم (الإنجليزية)
- روبرتا كلوز على موقع ليتربوكسد (الإنجليزية)